# Antigua mezquita de Komotiní
La Antigua Mezquita de Komotiní (en griego: Εσκί Τζαμί; en turco: Eski Camii) es un monumento otomano en Komotiní, Grecia, que data, según Evliya Çelebi, del periodo entre 1608 y 1609, o según una inscripción encontrada, del periodo entre 1677 y 1678. Situada en el centro de Komotiní, la mezquita se encuentra cerca del Imaret de Komotiní.
Según un trabajo de las oficinas de los muftíes de Xánthi, Komotiní y Didimótico, esta mezquita, aunque se llama «antigua», es en realidad más nueva que la «mezquita nueva», según el testimonio de Evliya Çelebi. Sin embargo, es más probable que se trate efectivamente de la primera mezquita construida en Komotiní hacia 1375-1385, en forma de mezquita, por Gazi Evrenos, como parte de un gran complejo de edificios de carácter religioso, que posteriormente incorporó a los territorios de su waqf personal. Este complejo incluye, entre otros, el imaret vecino, un hammam, así como una serie de tiendas que rodean estas instituciones. Además, según el censo otomano de 1892 de la región de Edirne, en el emplazamiento de la mezquita aparece una inscripción en una lengua no otomana, lo que sugiere que en el lugar de la mezquita original construida por Evrenos había una iglesia bizantina. Las primeras obras de renovación de la mezquita tuvieron lugar en 1854. La parte del siglo XVI, ampliamente remodelada en 1854, es un cuadrado de 13,08 m de lado.
Según los trabajos de las oficinas del muftí, en la década de 1910 los búlgaros convirtieron la mezquita en una iglesia, destruyendo parte del minarete hasta el nivel del balcón. A principios de la década de 1920, la administración provisional francesa de Komotiní devolvió la mezquita a la comunidad musulmana y reconstruyó el minarete dañado y los dos balcones, que son visibles en la actualidad. En 2011, se completó la renovación externa de la mezquita.